# Arteria ilíaca interna
La arteria ilíaca interna, también conocida como hipogástrica es una arteria que se origina por la arteria ilíaca primitiva.

## Ramas
Ramas intrapélvicas parietales:
- Arteria iliolumbar.
- Rama sacrolateral.[1]

Ramas intrapélvicas viscerales:
- Rama prostática, A. umbilical (solo en el hombre).
- Arteria umbilical.
- Arteria vesical inferior.
- Arteria vesical superior.
- Arteria rectal media.
- Arteria uterina (solo en la mujer).
- Arteria vaginal (solo en la mujer).[1]

Ramas extrapélvicas:
- Arteria obturatriz.
- Arteria glútea superior.
- Arteria glútea inferior.
- Arteria pudenda interna.[1]

## Distribución
Se distribuye hacia las paredes y vísceras de la pelvis, la región glútea, los órganos genitales y la cara interna del muslo.